# Отжимания на брусьях
Отжима́ния на бру́сьях — физическое упражнение на брусьях, задействующее мышцы верхней части тела.
Узкие отжимания на ширине плеч, в основном, воздействуют на трицепсы, а также на передние дельтовидные, грудные и ромбовидные мышцы спины. Отжимания с широким хватом тренируют мышцы груди.

## Техника
Тренирующийся опирается на брусья прямыми руками вниз, опускает тело до тех пор, пока руки не согнутся под углом 90 градусов в локтях, а затем поднимает тело вверх, возвращаясь в исходное положение.